# ククリレイジュ -三星堆伝奇-
『ククリレイジュ -三星堆伝記-』（クリリレイジュ さんせいたいでんき）は、日中合同のアニメーション映画。2020年2月7日公開予定としていたが、諸般の事情により延期され、公開日は現時点で不明。
同時上映の『ジュエルペット あたっくとらべる!』と同様に中国・四川省が舞台となっており、四川省・広漢市の三星堆遺跡に着想を得たストーリー。

## 登場人物
リィリン
声 - 三宅麻理恵
サウダ
声 - 小野大輔
マサラ
声 - 榎木淳弥
シーアルガン
声 - 玄田哲章
パクティ
声 - 沢城みゆき
ターバ
声 - 楠大典
ゴウシャ
声 - 子安武人
ツルギ
声 - 佐々木勝彦
オリブ
声 - 山像かおり
マド婆
声 - 鈴木れい子
ルーク
声 - 松田利冴

## スタッフ
- 原作・総監督 - 黄軍[3]
- 監督 - さとうふみかず[3]
- キャラクターデザイン - 本間晃[3]
- 総作画監督 - 安里央[3]
- クリーチャーデザイン - アストレイズ[3]
- コンセプトアートデザイン - 大貫賢太郎[3]
- 美術監督 - 魏斯曼（スタジオちゅーりっぷ）[3]
- 美術設定 - 高橋麻穂（スタジオちゅーりっぷ）[3]
- 色彩設計 - 加藤蓮[3]
- 3DCGディレクター - 菅友彦[3]
- 3DCGモデリング - 渡辺哲也[3]、栗栖直也[3]
- 3DCG制作 - ANiMiX[3]
- 撮影監督 - 千葉洋之（アニメフィルム）
- 音楽 - 井内啓二[3]
- 音響監督 - 山口貴之[3]
- アニメーション制作 - ゼロジー[3]
- 音響制作 - セイバーリンクス[3]

- 日本語版製作 - セイバープロジェクト[3]
- 日本配給会社 - イオンエンターテイメント[3]